# Heterophrynus vesanicus
Espèce
Heterophrynus vesanicus est une espèce d'amblypyges de la famille des Phrynidae.

## Distribution
Cette espèce est endémique du Mato Grosso au Brésil.

## Publication originale
- Mello-Leitão, 1931 : Pedipalpos do Brasil e algumas notas sobre a ordem. Archivos do Museu Nacional do Rio de Janeiro, vol. 33, p. 9-72.